# 우르키오라 쉬퍼
우르키오라 시퍼(Ulquiorra Cifer, 일본어: ウルキオラ・シファー)는 블리치의 등장인물이다.

## 프로필
- 신장 : 169 cm
- 체중 : 55 kg
- 생일 : 12월 1일
- 번호 : 4(Quatro)
- 레스렉시온 : 무르시엘라고(黑翼大魔 / Murciélago : 스페인 어로 박쥐)
- 레스렉시온 언령 : "닫아라 무르시엘라고"
- 프라시온 : 없음
- 구멍 위치 : 목 아래쪽
- 계급 : 바스트로데
- 죽음의 형태 : 허무(虛無)
- 특이사항 : 에스파다 중 유일하게 2차 해방이 가능하다. 뇌와 장기(눈은 재생가능)를 제외한 모든 신체부위의 초고속 재생이 가능하다(우르키오라 이외의 아란칼들은 강대한 힘을 얻는 대신 재생 능력을 잃었다.).

## 해방형태

### 1차 해방
1. 한 쪽 머리를 완전히 덮고 있던 투구가 악마의 뿔 모양으로 변환한다.
2. 등 뒤에 검은 악마의 날개가 생기며 입고 있는 옷도 전신 롱 원피스 제복 형태로 바뀐다.
3. 손톱 부분이 손가락 안 쪽까지 이어지며 눈 아래 양쪽에 검은 색의 세로 무늬가 새겨진다.

### 2차 해방
1. . 완전한 악마의 형태로 변하며 하반신이 검은 짐승의 형상으로 변모 끝이 삼각형인 길다란 꼬리도 생긴다.
2. . 머리를 덮고 있던 투구는 완전한 뿔이 되며 손 부분도 검은 짐승의 형태로 변모한다.
3. . 눈의 흰자 부분이 완전한 녹빛으로 변한다.
4. . 가슴의 구멍에서 검은 세로 무늬가 새겨진다.

## 기술

### 기본
- 세로(虛閃)
  - 초록색이며 팔을 앞으로 뻗고 검지를 제외한 모든 손가락을 접은 뒤 검지손가락 끝에서 발사한다.
- 엑스피아시온(Expiacion / 贖罪)
  - 자신의 신체를 타인과 링크시킨 후 자신의 몸을 자해해 타인의 몸에 상처를 내는 기술이다. 이름은 Wii 게임에서의 명칭으로, 스페인 어로 속죄(Expiation)라는 뜻이다.
- 솔리타 비스타(Solita Vista / 共眼界)
  - 자신의 안구를 눈에서 꺼내 깨뜨려 그 눈알의 파편을 다른 이에게 흘려보내 자신이 본 것을 그대로 상대에게 보여주는 기술이다. 스페인 어로 혼자 보기(Alone View)라는 뜻이다.
- 데스코레르(Descorrer / 解空)
  - 공간에 균열을 일으켜 그곳을 통해 현세나 웨코문도를 포함한 다른 공간으로 이동할 수 있는 기술이다. 스페인어로 열다(To Open)라는 뜻이다.

### 1차 해방
- 풀고르(Fulgor / 閃劍)
  - 해방 시의 기술 영압으로 형성한 빛의 창이다. 스페인 어로 섬광(Flash)이라는 뜻이다.

1. . 루스 데 라 루나(Luz De La Luna / 月光) - 풀고르를 적에게 던지는 기술이다. 스페인 어로 달빛(The Light of Moon)이라는 뜻이다.
2. . 풀고르 소드(Fulgor Sword) - 풀고르를 검 형태로 만드는 기술이다.

- 세로 오스큐라스(Cero Oscuras / 黑虛閃)
  - 레스렉시온을 한 우르키오라가 사용할 수 있는 강력한 세로이다. 스페인 어로 칠흑의 無(Dark Zero)라는 뜻이다.

### 2차 해방
- 레스렉시온 세군다 에타파(Resurrecciόn Segunda Etapa / 刀劍解放 第2界層)
  - 레스렉시온 제2단계로, 에스파다 중에서 유일하게 우르키오라만이 사용할 수 있다. 사신의 참백도 해방의 만해에 해당하는 기술이다. 스페인 어로 두 번째 단계(Second Stage)라는 뜻이다.
- 라티고(Latigo)
  - 길게 뻗은 꼬리를 이용해 상대를 공격하는 기술이다. 꼬리가 날카롭기 때문에 상대의 신체를 자르거나 꿰뚫기도 하며, 상대를 움직이지 못하게 포박하기도 한다. 스페인 어로 채찍(Whip)이라는 뜻이다.
- 란사 델 렐람파고(Lanza Del Relampágo / 雷霆 槍)
  - 영자를 창 모양으로 형상화시킨 기술로 우르키오라의 최강의 기술이다. 위력이 너무 강력해서 우르키오라도 다루기 어렵다. 그래서 던져서 공격할 때 명중률이 상당히 떨어진다. 연속 사용이 가능하다. 스페인 어로 뇌정의 창(Lance of Lightning)이라는 뜻이다.

1. . 란사 델 렐람파고. 소드 (Lanza Del Relampágo. Sword) - 란사 델 렐람파고를 근접전 전용인 검 형태로 바꾸는 기술이다.

## 개요
에스파다 중 가장 먼저 이치고 앞에 모습을 드러낸 에스파다이다. 아이젠의 명령으로 현세로 여러 차례 파견되었고 결전의 날에 가까워질 무렵 이노우에 오리히메를 웨코문드로 납치해 온다. 냉정하고 아무런 감정도 없는 성격이며 자신이 호로란 것에 대해 상당한 긍지를 지니고 있다. 아무런 감정이 없기 때문에 인간이 지니고 있는 마음이라는 것을 우습게 여기고 마음을 가지지 않는 것을 이상으로 여겨왔지만 이치고와의 싸움에서 자신에게도 마음이 있다는 것을 알고는 소멸한다. 주인공인 쿠로사키 이치고의 가슴에 세로를 쏴 죽음에 이르게 했지만 완전호로화로 일어난 이치고의 압도적인 힘에 패하여 죽음을 맞이했다. 마지막, 오리히메를 향해 "너희들이 쉽게 말하는 마음이란 무엇이냐. 그 두개골을 깨부수면 그 안에 있는 것이냐? 그 가슴을 찢어발겨놓으면 그 안에 있는 것이냐? (오리히메를 향해 손을 내밀며) 아.. 이 안에 있는 것이구나" 라고 말하며 소멸한다. 그때 이 대사가 매우 아련하다는 팬들의 의견이 있다. 그리고 이 대사로 인해 오리히메와 커플링이 있다.